# Mecaphesa
Genre
Mecaphesa est un genre d'araignées aranéomorphes de la famille des Thomisidae.

## Distribution
Les espèces de ce genre se rencontrent en Amérique du Nord, en Amérique centrale, aux Antilles, à Hawaï, aux îles Galápagos et dans l'archipel Juan Fernández.

## Liste des espèces
Selon World Spider Catalog (version 23.5, 14/11/2022) :
- Mecaphesa aikoae (Schick, 1965)
- Mecaphesa anguliventris (Simon, 1900)
- Mecaphesa arida (Suman, 1971)
- Mecaphesa asperata (Hentz, 1847)
- Mecaphesa baltea (Suman, 1971)
- Mecaphesa bubulcus (Suman, 1971)
- Mecaphesa californica (Banks, 1896)
- Mecaphesa carletonica (Dondale & Redner, 1976)
- Mecaphesa cavata (Suman, 1971)
- Mecaphesa celer (Hentz, 1847)
- Mecaphesa cincta Simon, 1900
- Mecaphesa coloradensis (Gertsch, 1933)
- Mecaphesa damnosa (Keyserling, 1880)
- Mecaphesa decora (Banks, 1898)
- Mecaphesa deserti (Schick, 1965)
- Mecaphesa devia (Gertsch, 1939)
- Mecaphesa discreta (Suman, 1971)
- Mecaphesa dubia (Keyserling, 1880)
- Mecaphesa edita (Suman, 1971)
- Mecaphesa facunda (Suman, 1971)
- Mecaphesa gabrielensis (Schick, 1965)
- Mecaphesa gertschi (Kraus, 1955)
- Mecaphesa hiatus (Suman, 1971)
- Mecaphesa imbricata (Suman, 1971)
- Mecaphesa importuna (Keyserling, 1881)
- Mecaphesa inclusa (Banks, 1902)
- Mecaphesa insulana (Keyserling, 1890)
- Mecaphesa juncta (Suman, 1971)
- Mecaphesa kanakana (Karsch, 1880)
- Mecaphesa lepida (Thorell, 1877)
- Mecaphesa lowriei (Schick, 1970)
- Mecaphesa naevigera (Simon, 1900)
- Mecaphesa nigrofrenata (Simon, 1900)
- Mecaphesa oreades (Simon, 1900)
- Mecaphesa perkinsi Simon, 1904
- Mecaphesa persimilis (Kraus, 1955)
- Mecaphesa prosper (O. Pickard-Cambridge, 1896)
- Mecaphesa quercina (Schick, 1965)
- Mecaphesa reddelli Baert, 2013
- Mecaphesa revillagigedoensis (Jiménez, 1991)
- Mecaphesa rothi (Schick, 1965)
- Mecaphesa rufithorax (Simon, 1904)
- Mecaphesa schlingeri (Schick, 1965)
- Mecaphesa semispinosa Simon, 1900
- Mecaphesa sierrensis (Schick, 1965)
- Mecaphesa sjostedti (Berland, 1924)
- Mecaphesa spiralis (F. O. Pickard-Cambridge, 1900)
- Mecaphesa velata (Simon, 1900)
- Mecaphesa verityi (Schick, 1965)

## Systématique et taxinomie
Ce genre a été décrit par Simon en 1900 dans les Thomisidae.

## Publication originale
- Simon, 1900 : « Arachnida. » Fauna Hawaiiensis, or the zoology of the Sandwich Isles: being results of the explorations instituted by the Royal Society of London promoting natural knowledge and the British Association for the Advancement of Science, London, vol. 2, p. 443-519 (texte intégral).